# Стойчев, Владимир
Владимир Димитров Стойчев (24 марта (по другим данным, 7 апреля) 1892, Сараево — 27 апреля 1990, София) — болгарский военачальник, генерал-полковник (1947). Член Международного олимпийского комитета (1952—1987).

## Биография
Родился 24 марта 1892 г. в Сараево или 7 апреля 1893 г. в Софии. Его мать, сербка Елена Петрович, была дочерью мэра города Сараево. В возрасте около 6 месяцев Владимир с родителями переезжают в Болгарию и останавливаются в Софии. Отец Димитр Стойчев — адъютант Князя Болгарии Александра Баттенберга и дипломированный в Швейцарии юрист. Отец умер, когда Владимиру было только 11 лет, и мать отправила его к тёте в Вену, супругом которой был офицер-кавалерист Артур фон Понграц. При поддержке семейства тёти Владимир обучался 7 лет в австрийской военной академии «Мария Терезия», где также обучались дети многих коронованных особ и знати со всего мира. Кроме учёбы Стойчев посвящал себя спорту.

### Образование
Окончил Терезианскую академию в Вене (Австро-Венгрия), Военное училище в Софии (1912), кавалерийскую школу (1918), штаб-офицерский курс (1926), Военную академию в Софии (1929). Знал девять языков.

### Военная служба
- В 1912, во время Балканской войны — командир картечного эскадрона в 1-м конном полку.
- В 1915, во время Первой мировой войны — командир взвода в 8-м конном полку, затем переведён в гвардейский конный полк.
- С 1919 — инструктор по верховой езде в кавалерийской школе, затем служил в 9-м жандармском конном полку.
- В 1930 — заведующий хозяйством во 2-м конном полку.
- С 1930 — командир специального эскадрона в 6-м конном полку.
- С 1931 — военный атташе во Франции и в Великобритании.
- С 1933 — помощник командира 2-го конного полка.
- В 1934 — командир 2-го конного полка.
- В 1934 — начальник кавалерийской школы.
- В 1934 был уволен в запас.
- В 1935 — начальник штаба кавалерийской инспекции.
- В 1935 служил в 10-й дивизионной области в Кырджали.

Критично относился к монархии. С 1919 года был членом офицерской организации Военный союз. В 1923 году отказался участвовать в перевороте 9 июня, в результате которого было свергнуто правительство Александра Стамболийского, за что некоторое время содержался под арестом.
19 мая 1934 года участвовал в перевороте, приведшем к власти правительство Кимона Георгиева. Однако после того, как царь Борис III укрепил свою власть и подверг гонениям нелояльных офицеров, Стойчев был уволен в запас, арестован и интернирован в Малко-Тырново.
Участвовал в перевороте 9 сентября 1944 года, в результате которого к власти пришли просоветские силы. В сентябре 1944 года был назначен начальником Софийского гарнизона, а затем командующим 1-й армией, сформированной по приказу военного министра Дамяна Велчева от 21 ноября 1944 года. В дивизии, полки и дружины этой армии были назначены помощники командиров из числа коммунистов, выполнявших фактически функции замполитов. Сам Стойчев в 1944 вступил в Болгарскую коммунистическую партию и стал членом бюро национального совета Отечественного фронта. Советское командование положительно оценивало деятельность Стойчева на посту командующего армией — по словам генерала С. М. Штеменко, он отлично проявил себя в боях.
Под командованием Стойчева армия в 1944—1945 годах в Белградской, Венской и в Грацско-Амштеттинской наступательных операциях достигла австрийских Альп — самого дальнего рубежа в истории болгарских вооружённых сил. 8 мая подписал соглашение о демаркации с командующим 8-й британской армией. 24 июня 1945 генерал Стойчев участвовал в Параде Победы на Красной площади в Москве.
В 1945—1947 годах он возглавлял болгарскую дипломатическую миссию в США и при ООН.

### Спортивная деятельность
В 1923 году Стойчев был одним из основателей Болгарского олимпийского комитета. Получил известность как участник многих соревнований по конному спорту. Одержал ряд побед в соревнованиях по выездке, в 1927 году выиграл Гран При Люцерна, в 1932 году получил серебряный кубок на турнире в Мадриде. Участник соревнований по конному троеборью и выездке на Олимпийских играх в Париже 1924 (занял 17-е место) и в Амстердаме 1928.
В 1947 генерал Стойчев был назначен председателем Верховного комитета по физической культуре и спорту при Совете министров. В 1952—1982 — председатель Болгарского олимпийского комитета, деятельность которого после войны была прервана и восстановлена лишь в 1951, с 1982 — его почётный председатель. Заслуженный мастер спорта (1951).
В 1952—1987 годах — член Международного олимпийского комитета (МОК), в 1956—1960 годах входил в состав его исполнительного комитета (был в нём единственным представителем социалистических стран). Член комиссии Олимпийской солидарности (1962—1963) и трёхсторонней комиссии по подготовке Олимпийского конгресса (1971—1973). Также Стойчев был президентом Федерации конного спорта Болгарии, членом исполкома Международной федерации конного спорта. Пользовался большим авторитетом в международном спортивном движении — в его бытность членом МОК в Софии в 1957 была проведена 53-я сессия МОК (первое мероприятие такого рода в восточноевропейской стране), а в 1973 году в Варне — 10-й конгресс и 74-я сессия МОК.

## Увековечение памяти
В память о Владимире Стойчеве 1 сентября 1974 г. названо спортивное училище в городе София (Болгария).
В день 125-летия со дня рождения Владимира Стойчева в Болгарии была выпущена почтовая марка.
8 июня 2017 года в городе Жуков открыта улица, названная в честь генерала, на доме № 1 открыта памятная доска, также планируется назвать жилой квартал именем Владимира Стойчева.

## Воинские звания
- С 1912 — портупей-юнкер;
- С 22 сентября 1913 — подпоручик;
- С 5 октября 1916 — поручик;
- С 1 апреля 1919 — капитан;
- С 1 января 1928 — майор;
- С 3 сентября 1932 — подполковник;
- С 3 октября 1936 (?) — полковник;
- С 3 октября 1944 (?) — генерал-майор;
- С 18 октября 1944 — генерал-лейтенант.

## Награды
- Дважды Герой Народной республики Болгария (1978, 1982).
- Герой Социалистического Труда Болгарии (1964).
- Три ордена Георгия Димитрова (1964, 1973, 1976).
- Орден «За храбрость» всех степеней.
- Орден «Народная республика Болгария» 1-й степени (1959).
- Орден «За народную свободу» 1-й степени.
- Орден Девятого сентября с мечами.
- Орден Суворова 1-й степени (СССР).
- Орден Кутузова 1-й степени (СССР).
- Офицерский крест ордена Почётного легиона (Франция).
- Орден «За заслуги» (Франция).
- Орден «За военные заслуги» 1-й степени (Испания).
- Орден «Партизанская звезда» 1-й степени (Югославия).
- Олимпийский орден (серебряный знак).
- Знак «Первая болгарская армия. Вперед в Берлину» НРБ (1945)
- Медаль «За победу над Германией в Великой Отечественной войне 1941—1945 гг.» СССР (1945)
- Юбилейная медаль «Двадцать лет Победы в Великой Отечественной войне 1941—1945 гг.» СССР (1965)
- Юбилейная медаль «Тридцать лет Победы в Великой Отечественной войне 1941—1945 гг.»СССР (1975)
- Юбилейная медаль «Сорок лет Победы в Великой Отечественной войне 1941—1945 гг.» СССР (1985)